# Карузо, Маркус
Ма́ркус Виа́нна Ка́рузо (порт. Marcos Vianna Caruso; род. 22 февраля 1952, Сан-Паулу, Бразилия) — бразильский актёр, режиссёр театра и кино, автор телесериалов, пьесы и сценарий. Известен благодаря своим ролям в телесериалах: «Проспект Бразилии», «Правила игры», «Страницы жизни» и «Седьмой хранитель».

## Биография
Родился 22 февраля 1952 года в Сан-Паулу (Бразилия). Является автором нескольких пьес, написанных в сотрудничестве с актрисой и автором Жандирой Мартини.

## Карьера
Свою творческую карьеру в качестве сценариста начал с адаптации работы Монтейро Лобато для телеканала Глобу ТВ. Однако самым интересным является тот факт, что писать сценарий ему помогала актриса и писательница Жандира Мартини, которая являлась его женой. Она была его верной супругой на протяжении двадцати лет, этот брак принёс им двоих детей.

## Награды
В 2006 году получил награду «Пресс Трофи» в номинации «Лучшая мужская роль» за свою работу в сериале «Цветы жизни». Исполнил роль Александра «Алекса» Флореса.

## Цитаты
«Я всегда играл драматические роли, ведь я – старик, серьезно любящий дед, добрый отец, верный муж. И сегодня телевидение видит во мне, вероятно, какую-то комическую роль зрелого сердцееда. Мой герой — человек, который способен соблазнить даже в 60 лет», — смеётся Маркус Карузо.
«Я не могу спокойно пройтись по улицам. Все узнают меня. С одной стороны – это здорово. Но с другой – я потерял возможность созерцать и наблюдать, а для профессии актёра это очень важно».